# Viljami Kalliokoski
Viljami Kalliokoski (né le 15 mai 1894 à Halsua et mort le 20 janvier 1978 à Kokkola) est un agriculteur et un homme politique finlandais,,. 

## Biographie
En 1917, Viljami Kalliokoski épouse Hilja Sofia Kujala. Le couple a six enfants.
Il est rédacteur en chef du journal Keskipohjanmaa de 1930 à 1938 et directeur général de la centrale coopérative Pellervo de 1945 à 1949. Il occupe de nombreux postes, en particulier dans l'agriculture, les coopératives et l'église luthérienne.

## Carrière politique
Viljami Kalliokoski est député de l'union agrarienne pour la circonscription du nord de Vaasa (5.9.1922–5.4.1945 et 22.7.1948–19.2.1962). Il est aussi président du Parlement en 1931–1938, le premier vice-président du Parlement en 1938–1940 et 1950–1954. Il préside l'Union agraire pendant les guerres d'Hiver et de continuation de 1940 à 1945.
Viljami Kalliokoski est second Ministre de l'Agriculture du gouvernement Kallio IV 07.10.1936–11.03.1937 et assistant du Ministre de l'Agriculture du gouvernement Kallio IV (07.10.1936–11.03.1937).
Il est aussi Ministre de l'Agriculture des gouvernements Ryti II (15.08.1940–03.01.1941), Rangell (04.01.1941–04.03.1943), Linkomies (05.03.1943–07.08.1944),  Hackzell (08.08.1944–20.09.1944), Urho Castrén (21.09.1944–16.11.1944), Törngren (05.05.1954–19.10.1954) et Kekkonen V (20.10.1954–02.03.1956).

## Reconnaissance
- Maanviljelysneuvos, 1949[1]